# Зелений провулок (Мелітополь)
Зелений провулок — провулок у Мелітополі. Починається від Зеленої вулиці і йде на схід до вулиці Іллі Стамболі. Забудований приватними будинками.

## Назва
«Зелений» є розповсюдженою назвою українських провулків, на яких є багато зелених насаджень. Поруч з провулком знаходиться однойменна Зелена вулиця.

## Історія
До 21 жовтня 1965 провулок згадувався як проїзд від Зеленої вулицї до вулиці Петровського (теперішня вулиця Іллі Стамболі).